# Y Gododdin
Y Gododdin és un poema medieval gal·lès format per un seguit d'elegies als homes del regne brità de Gododdin i als seus aliats, que, segons la interpretació convencional, van morir lluitant contra els angles de Deira i Bernícia a la batalla de Catraeth (c. 600). Sovint s'atribueix al bard Aneirin i es conserva únicament en un manuscrit, el Llibre d'Aneirin.
El manuscrit del Llibre d'Anerin és de finals de segle xiii, però Y Gododdin s'ha situat entre el segle vii i principis del segle xi. El text està escrit parcialment en gal·lès medieval i parcialment en gal·lès antic. Una versió situa la seva composició oral poc després de la batalla, presumiblement al Vell Nord; si fos així, aquest s'hauria escrit en dialecte cúmbric del britònic comú. Una altra versió el considera l'obra d'un poeta de Gal·les del segle ix, x o xi; en qualsevol dels casos, seria una de les obres gal·leses més antigues que es conserven avui dia.
Els homes de Gododdin, en temps de Britànnia coneguts com a votadins, controlaven territoris del sud-est de l'actual Escòcia i Northumberland, part del Vell Nord. El poema explica com un exèrcit de 300 (o 363) guerrers selectes es reuniren, alguns d'ells provinents de pobles tan llunyans com els pictes o el Regne de Gwynedd. Després d'un any de festeig a Din Eidyn (l'actual Edimburg), atacaren Catraeth, sovint identificat amb l'actual Catterick, North Yorkshire. Després de diversos dies lluitant contra grans dificultats, gairebé tots els guerrers moren. El poema té uns valors semblants a la poesia èpica, emfatitzant la glòria com a principal motivació per lluitar. El manuscrit conté diverses estrofes que no tenen relació amb Gododdin i que es consideren interpolacions. Una de les estrofes en particular ha rebut una atenció especial, ja que menciona la mort del rei Artús; en cas que no fos una interpolació, es tractaria de la referència a Artús més antiga que es coneix.